# Nacaduba ceylonica
Nacaduba ceylonica är en fjärilsart som beskrevs av Hans Fruhstorfer 1916. Nacaduba ceylonica ingår i släktet Nacaduba och familjen juvelvingar. Inga underarter finns listade i Catalogue of Life.